# کلبه (فیلم ۲۰۱۹)
کلبه (انگلیسی: The Lodge) یک فیلم در ژانر تریلر روان‌شناختی و ترسناک است که در سال ۲۰۱۹ منتشر شد. از بازیگران آن می‌توان به رایلی کیئو، ریچارد آرمیتاژ، جیدن مارتل، و آلیسیا سیلورستون اشاره کرد.

## داستان
زنی با دو فرزند در یه کلبه که از شهر دور است زندگی می‌کنند که بخاطر برف و کوران وسایل ارتباطی و گرماییشان از کار می‌افتد؛ و این همزمان با گم‌شدن تمامی وسایل داخل گنجه‌ها و کمدهاست که باعث شروع از هم پاشیدگی روانی زن و احساس گناه از رفتارهای گذشته زن است